# Apogonia australensis
Apogonia australensis är en skalbaggsart som beskrevs av Marc Lacroix 2008. Apogonia australensis ingår i släktet Apogonia och familjen Melolonthidae. Inga underarter finns listade i Catalogue of Life.